# الأكاديمية الروسية للفنون
الأكاديمية الروسية للفنون (بالروسية: Росси́йская акаде́мия худо́жеств) هي مؤسسة ثقافية حكومية روسية، تختص بدعم الفنون الجميلة والعمارة وفنون الديكور وتعليم الفنون، وتعد وريثة الأكاديمية السوفييتية للفنون.

## أقسام الأكاديمية
- قسم التصوير
- قسم النحت
- قسم الرسوميات
- قسم العمارة
- قسم فنون الديكور
- قسم التصميم
- قسم تاريخ الفن ونقده
- قسم السينوغرافيا والتصميم الإنتاجي
- قسم التصوير الفوتوغرافي وتقنيات الوسائط المتعددة
- قسم التوجهات الفنية المبتكرة

## وصلات خارجية
- الموقع الرسمي للأكاديمية (بالروسية)